# Matilda Cuomo
Matilda Cuomo (née le 16 septembre 1931 à New York) est une américaine engagée dans la défense du droit des femmes et des enfants. Elle est connue pour avoir été Première dame de New York de 1983 à 1994, et matrone de la famille Cuomo. Elle est la veuve du gouverneur de New York Mario Cuomo, la mère d'Andrew Cuomo actuel gouverneur de New York et de Chris Cuomo présentateur sur la CNN. Matilda Cuomo a notamment été récompensée pour avoir fondé Mentoring USA, et a intégré le National Women's Hall of Fame en 2017.

## Enfance et éducation
Matilda Cuomo est née sous le nom de Mattia Raffa à New York en 1931. Sa mère Mary Gitto et son père  Carmelo ou Charles Raffa immigrent depuis la Sicile aux États-Unis.
Après leur arrivée en 1927, son père Charles travaille afin d'obtenir sa propre entreprise de groupes de réfrigération et d'étagères pour la grande distribution. Il continue également à investir dans l'immobilier Matilda Cuomo est la troisième enfant d'une fratrie de cinq : ses deux grands frères s'appellent Frank et Sam, son petit frère Joseph et sa petite sœur Nancy.
Mary Raffa, la mère, tente d'inscrire Matilda à la maternelle d'une école primaire de Brooklyn, cependant l'inscription de l'enfant est rejetée car sa mère ne parle que l'italien. A l'école primaire, Mattia se fait appeler Matilda par ses professeurs, nom qu'elle finit par accepter sous l'emprise de la peur. Elle continue donc à se faire appeler Matilda pour le restant de sa vie.
Elle réussit à intégrer le Midwood High School, et est par la suite acceptée à l'Université Columbia, de Brooklyn et d'Hunter. Toutefois, sa famille la convainc de choisir une université plus proche de chez elle pour des raisons de sécurité. Elle poursuit donc ses études dans l'enseignement à l'Université St John dans l'arrondissement du Queens et obtient son diplôme en 1954,.
Matilda Raffa rencontre Mario Como en 1951 à la cafétéria de l'université où ils étudient tous les deux,. Ils se marient le 5 juin 1954. Matilda travaille comme professeure et soutient son mari qui termine alors ses études de droit. Il obtient son doctorat en jurisprudence en 1956,,. Cette histoire d'amour de 64 ans a duré jusqu'à la mort de Mario Cuomo en 2015,.

## Carrière
Matilda Cuomo est très active durant la période où elle est Première dame de New York entre 1979 et 1994. Elle s'implique notamment dans la défense des femmes, des enfants et des familles. Elle donne naissance à des initiatives permettant d'encadrer les enfants à risque, de faciliter la recherche de foyers d'accueil à long terme pour les enfants, et de dispenser une éducation en proposant des programmes liés à la nutrition et à la vaccination aux familles en difficultés. Matilda Cuomo fonde le New York State Mentoring Program en 1984, dont le but est  de créer un suivi de mentorat individuel afin de venir en aide aux enfants et aux jeunes adultes. Ce programme aide plus de 10000 étudiants, et Matilda est à la tête du projet jusqu'en 1995,. Une fois que le programme spécifique à l'État de New York s'arrête, elle décide de transformer son initiative en Mentoring USA, une organisation internationale à but non lucratif permettant de créer des suivis de mentorat individuel destinés aux jeunes entre 7 et 21 an,. Le New York State Mentoring Program est remis en place en 2015. Matilda Cuomo a également siégé au New York State Decade of the Child Initiative.
En complément de ces initiatives, Matilda édite un livre intitulé The Person Who Changed My Life : Prominent Americans Recall Their Mentors, dont les bénéfices sont reversés à Mentoring USA. Son ouvrage consacré au mentorat est publié une première fois en 1999, réimprimé en 2002 puis en 2012 avec une préfacé rédigée par Hillary Clinton. Enfin, il est disponible sous format audio à partir de 2016. A l'intérieur de son livre, ce sont les essais de Joe Torre, Rosie O'Donnell, Dr. Mehmet Oz, Nora Ephron, General Colin Powell et Cory Booker évoquant le mentorat qui sont rassemblés. Matilda fait d'ailleurs une apparition dans l'émission d'Oprah Winfrey pour évoquer son engagement autour des programmes de mentorat.
Matilda Cuomo a co-présidé la Commission du Gouverneur pour la Protection de l'Enfance et a également siégé au NY Citizens' Task Force pour prévenir la maltraitance et la négligence envers les enfants. Grâce à elle, New York occupe un rôle clé dans le Sommet Mondial des Nations unies pour l'Enfance en 1990.

## Prix
Matilda reçoit de nombreuses récompenses pour son travail engagé en tant qu'éducatrice et défenseure des femmes, enfants et familles. En 1994, elle reçoit le prix International Fellowship Hall of Fame par la Coalition pour les associations italo-américaines. Elle obtient cette récompense en l'honneur de ses efforts humanitaires en tant que défenseure des enfants.
En 2010, elle obtient le prix Lewis Avenue Alumni Legacy de la part de l'Université St John, où elle a étudié.
En 2011, elle se voit offrir le prix Champion for New York's Children and Families par la Maternité et la Fondation de la Petite Enfance d'Albanie, à New York.
En 2016, elle est la lauréate distinguée du 75ème anniversaire jubilé du lycée Midwood High School, établissement où elle a étudié.
En 2017, Matilda Cuomo reçoit  le prix Liberty Partnerships Program Lifetime Achievement pour le travail qu'elle a effectué en faveur de l'amélioration de la vie des enfants de New York grâce au mentorat. Elle intègre la même année le National Women's Hall of Fame.

## La «loi Matilda» de 2020
Le 20 mars 2020, le fils de Matilda Andrew Cuomo, gouverneur de New York annonce une ordonnance de protection destinée aux personnes de plus de 70 ans résidant dans l'état de New York, en réponse à l'épidémie du covid-19. Il la nomme la « loi Matilda » en hommage à sa mère, et appelle tous les citoyens à protéger leur mère en respectant les restrictions et les gestes barrières.

## Vie personnelle
Matilda et Mario Cuomo ont eu cinq enfants : trois filles, Margaret, Maria et Madeline ainsi que deux garçons, Andrew et Christopher. Andrew Cuomo est le 56e gouverneur de New York. Le cadet, Chris Cuomo est un journaliste travaillant pour CNN International. Margaret Cuomo est une médecin spécialisé dans la radiologie.